# 5e Meijin (shogi) 1944-1946
«Édition précédente (4)
5e Meijin
Édition suivante (6)»
Le 5e Meijin est une compétition japonaise de shogi qui aurait dû se dérouler de fin 1944 à 1946 mais qui a été interrompue et puis annulée par l'intensification de la Seconde Guerre mondiale. 

## Structure du tournoi

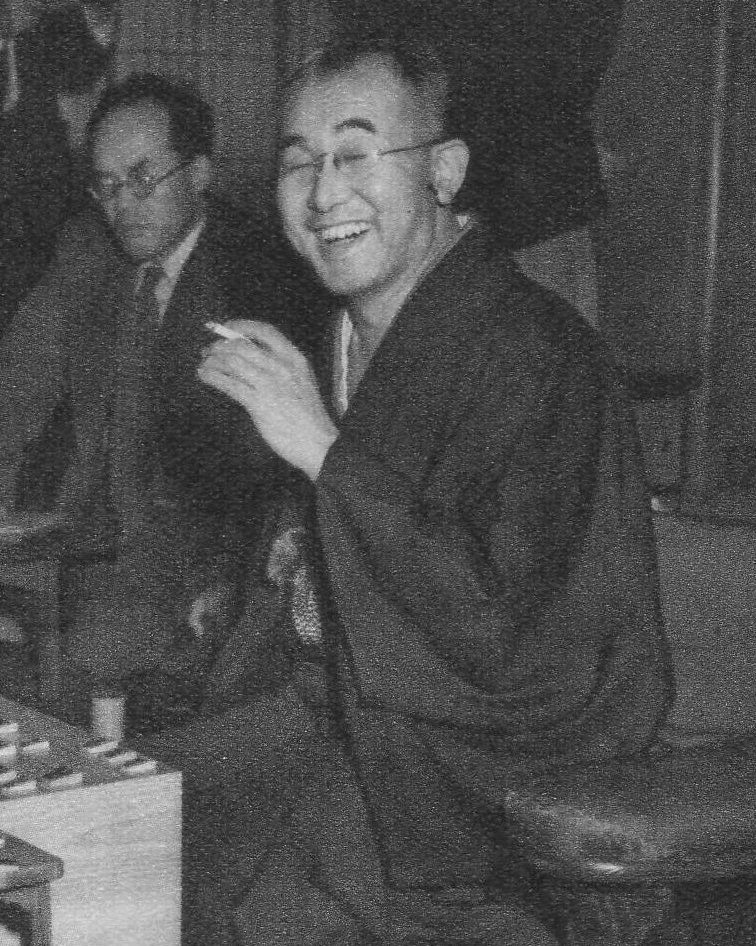
Yoshio Kimura, le tenant du titre.

La structure du tournoi évolue une nouvelle fois.
La méthode traditionnelle de qualification est cette fois complètement abandonnée : sept compétiteurs sont sélectionnés sur la base des résultats des 2 dernières années.

## Tournoi
| Chōtarō Hanada     | 花田長太郎 | 1897 |
| Kingorō Kaneko     | 金子金五   | 1902 |
| Kiyoshi Hagiwara   | 萩原淳     | 1904 |
| Nobuhiko Sakaguchi | 坂口允彦   | 1908 |
| Masao Tsukada      | 塚田正夫   | 1914 |
| Gen'ichi Ōno       | 大野源一   | 1911 |
| Jirō Katō          | 加藤治郎   | 1910 |
| ------------------ | ---------- | ---- |

Quelques parties sont jouées mais l'intensification de la guerre rend impossible la continuation et finalement le tournoi de qualification est annulé.
Yoshio Kimura 木村義雄 garde son titre.